# ناواهو

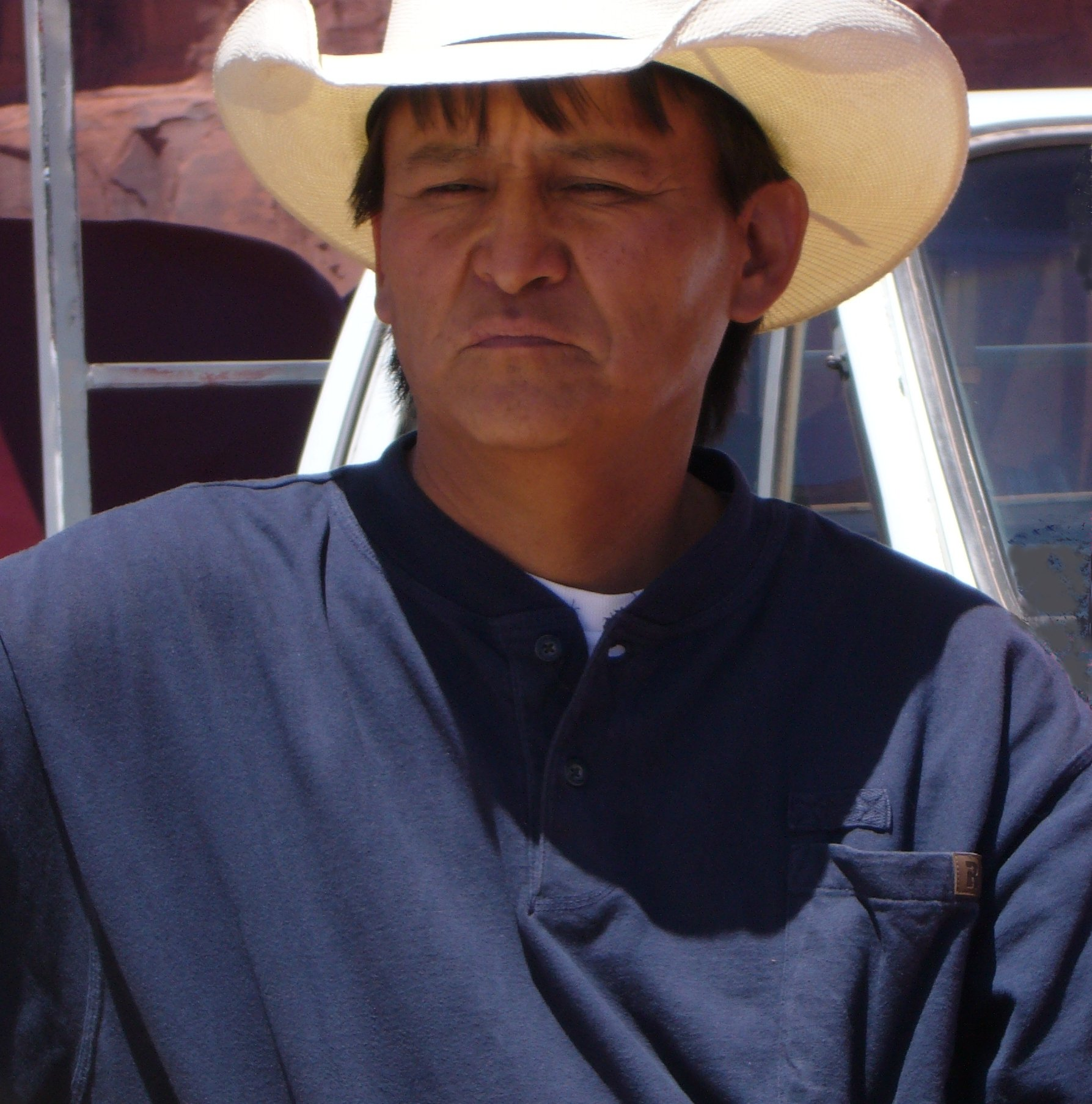
یک مرد ناواهوی امروزی در مانیومنت ولی.

ناواهو∗ (به انگلیسی: Navajo) نام یکی از بزرگ‌ترین قبایل سرخ‌پوست ایالات متحده آمریکاست.
ملت ناواهو با بیش از ۳۹۹٬۴۹۴ عضو قبیله ای ثبت نام کرده تا تاریخ ۲۰۲۱, بزرگترین قبیله به رسمیت شناخته شده از نظر فدرال در آمریکا است؛ ملت ناواهو دارای بزرگترین منطقه اختصاصی سرخپوستی در این کشور است. چهار گوشه در کنار این منطقه اختصاصی قرار دارد و این منطقه مساحتی بالغ بر ۲۷٬۰۰۰ مایل مربع (۷۰٬۰۰۰ کیلومتر مربع) در آریزونا، یوتا و نیومکزیکو دارد. در سراسر این منطقه به زبان ناواهو تکلم می‌شود، و بیشتر ناواهوها انگلیسی هم صحبت می‌کنند.
ایالات دارای بیشتر جمعیت ناواهو عبارتند از آریزونا (۱۴۰٬۲۶۳) و نیومکزیکو. (108,306). بیش از سه چهارم جمعیت ثبت نام کرده ناواهو در این دو ایالت زندگی می کنند.
جدا از خود ملت ناواهو،  گروه کوچکی از ناواهوتباران عضو قبایل سرخپوستی از نظر فدرال به رسمیت شناخته شده رودخانه کلرادو هستند.
بنابر افسانه‌های باستانی اقوام سرخپوست ناواهو، اجداد این قوم با ستاره‌نشین‌ها دیدار داشته و آنها با سپرهای پرنده به زمین آمده‌اند. ستاره‌نشینها همواره راهنمای این قبایل بوده‌اند.